# 점박이천남성
점박이천남성(---天南星)은 천남성과 천남성속의 여러해살이풀이다. 산지의 숲속에서 자라며, 한국, 중국 북동부, 일본 등지에 분포한다.

## 이름
줄기에 흑자색 또는 녹갈색 반점이 있어서 점박이천남성이라는 이름이 붙었다고 한다. 다른 이름으로 점백이천남성, 무늬점박이천남성, 반잎사두초, 자주천남성, 알록이천남성, 영덕천남성, 점박이사두초, 자주점박이천남성, 양덕사두초, 포기점박이천남성, 얼룩이천남성이 있다. 한국 식물 중에서 가장 별명이 많은 식물이다.

## 생김새
높이 20∼80cm이고 알줄기는 편평한 구형이며 위쪽에서 수염뿌리가 나온다. 잎은 2개씩 달리고, 작은잎은 5∼14개이며 긴 타원형 또는 달걀을 거꾸로 세운 듯한 모양이다. 가운데 작은잎은 길이 8∼20cm, 나비 1.5∼4cm이고 끝이 뾰족하다. 꽃자루는 길이 5∼15cm이며, 포는 녹색이고 윗가장자리에 자줏빛이 돈다. 꽃이삭 연장부는 밑부분이 굵고 지름 5∼6mm이며 윗부분이 약간 굽는다. 열매는 장과이며 붉은색이다.

## 쓰임새
알줄기를 거담제와 진정제로 사용한다.

## 사진

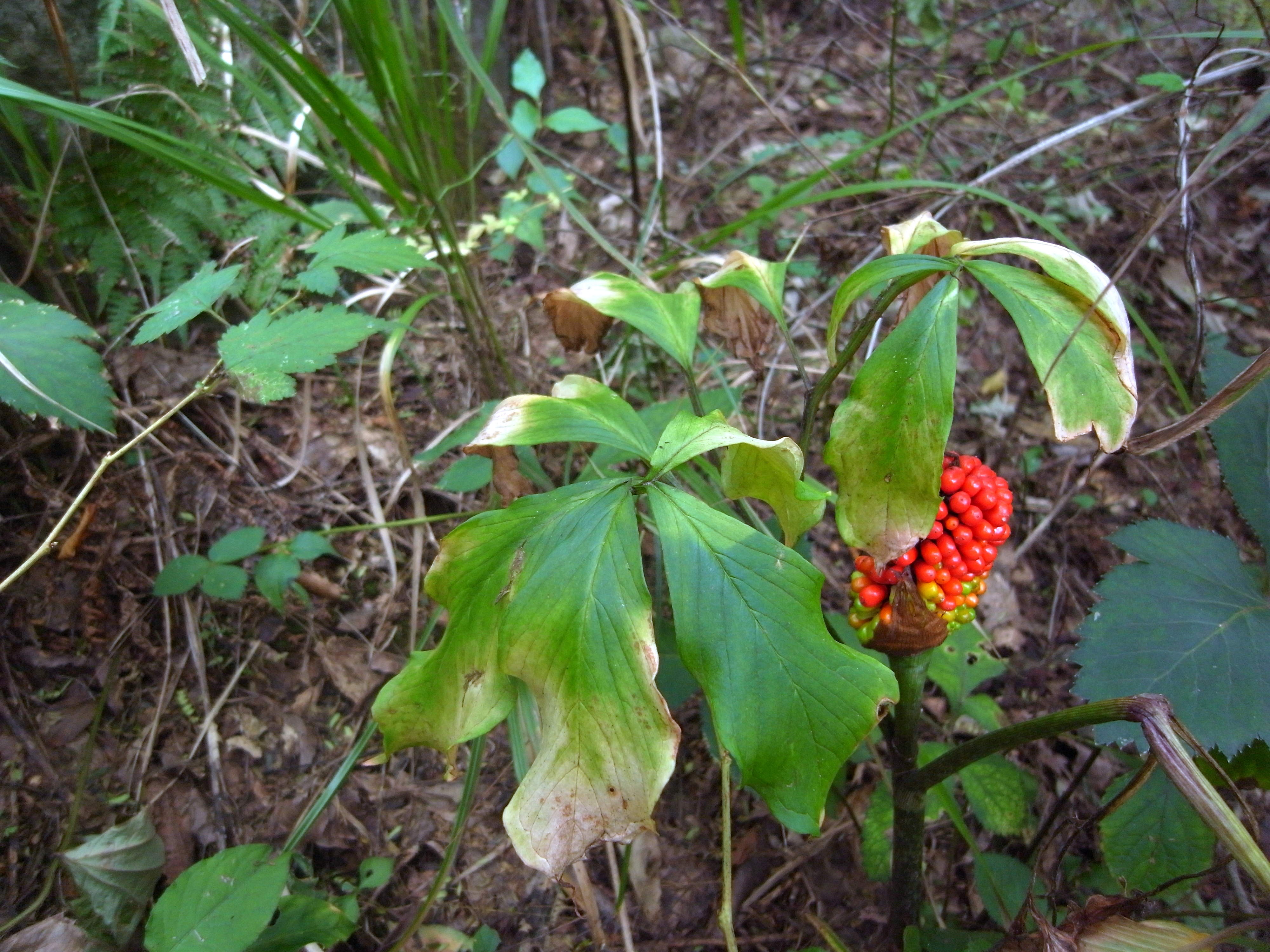
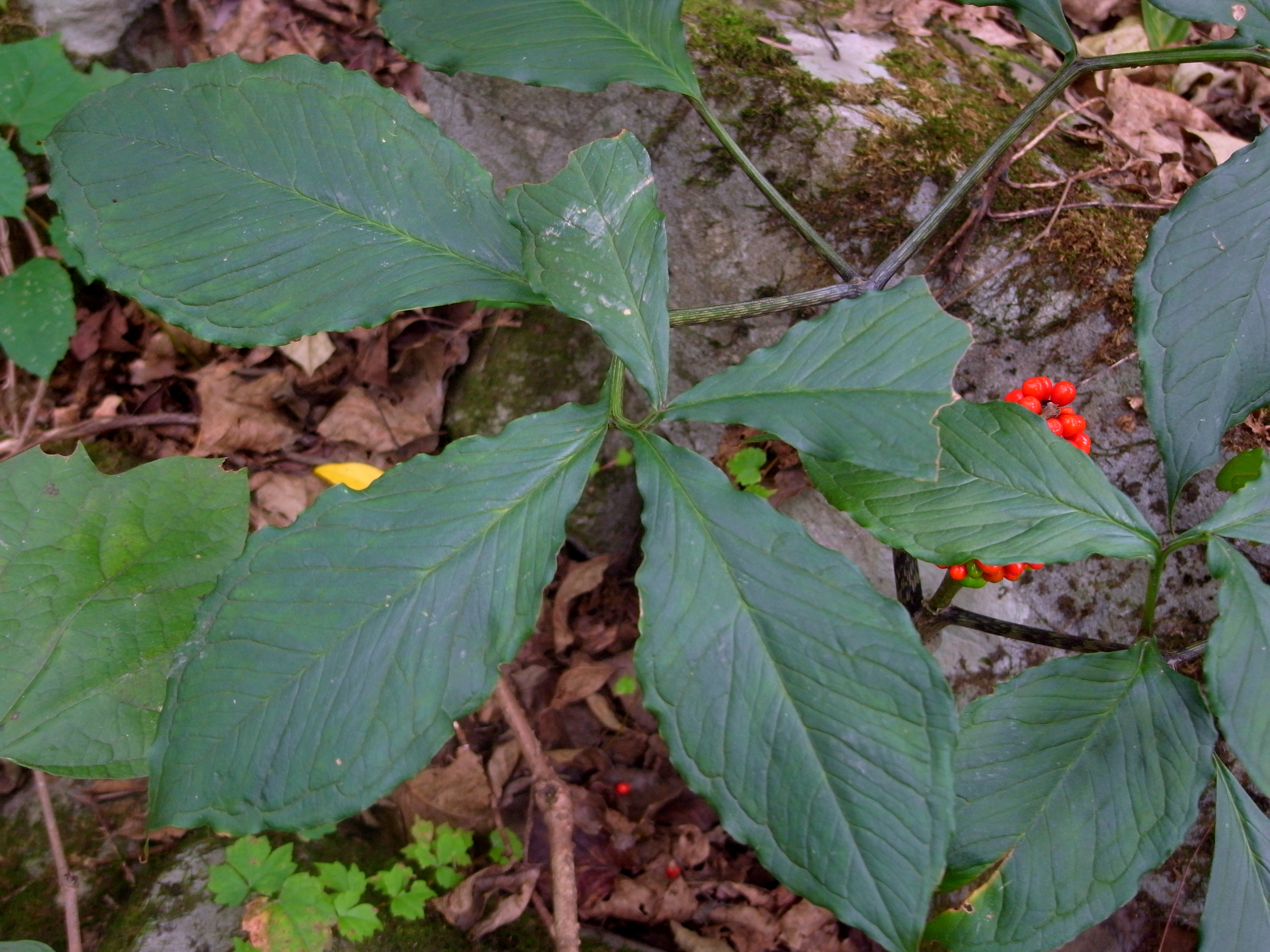
잎
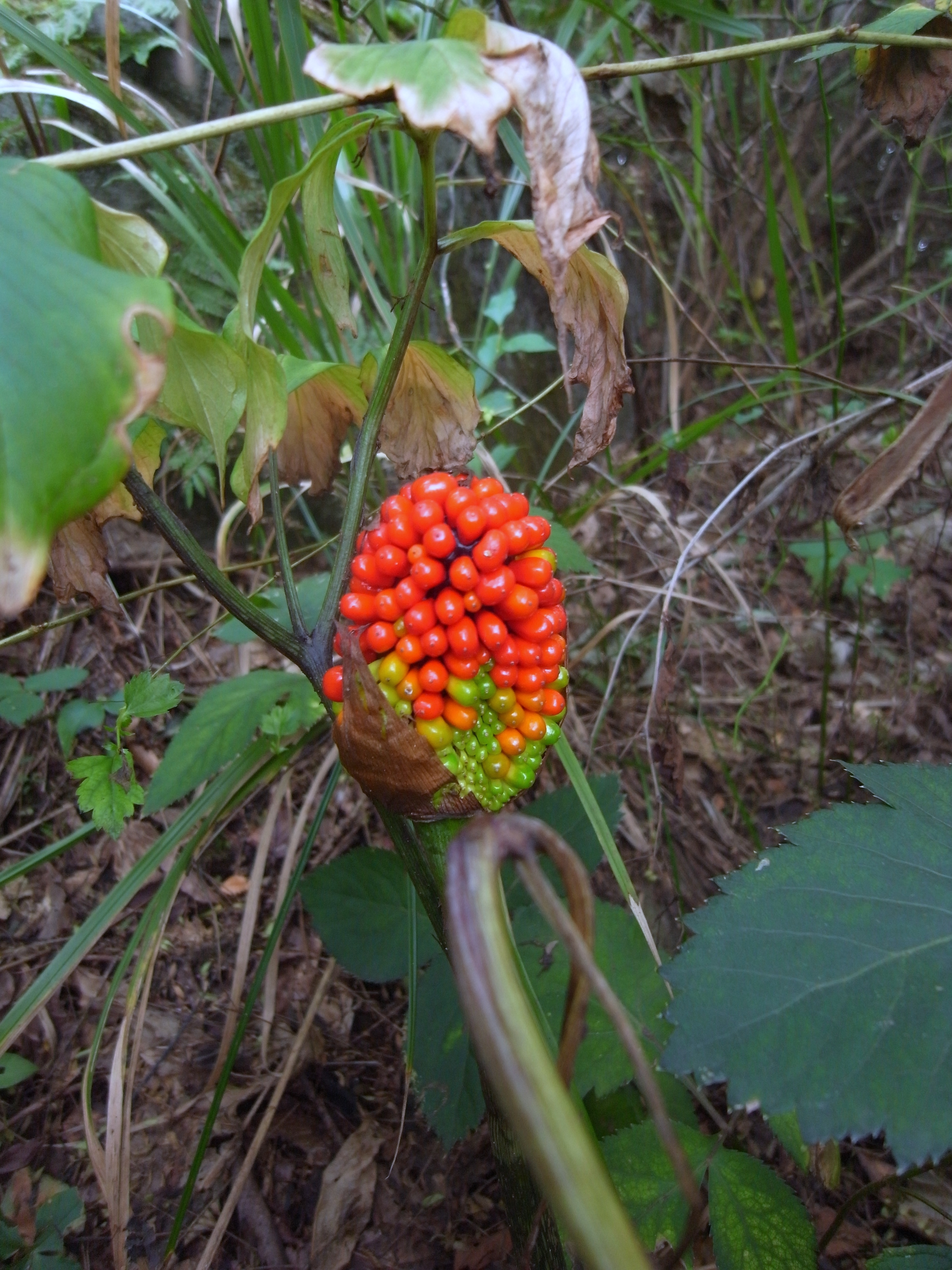
열매